# Enicospilus iracundus
Enicospilus iracundus är en stekelart som beskrevs av Chiu 1954. Enicospilus iracundus ingår i släktet Enicospilus och familjen brokparasitsteklar. Inga underarter finns listade i Catalogue of Life.